# Palazzo Orlandi-Cardini (Pescia)
Palazzo Orlandi-Cardini è un edificio storico di Pescia, sito in Piazza Obizzi.

## Storia e descrizione
L'edificio, presumibilmente costruito in epoca rinascimentale, fu di proprietà dell'antica famiglia Cardini e in seguito della famiglia Orlandi di Pescia. Qui vi abitarono numerosi personaggi illustri tra cui il pittore Luigi Norfini.
Sulla facciata del palazzo è attualmente visibile lo stemma della famiglia Cardini e la croce dell'Ordine di Santo Stefano.
In passato era presente uno stemma marmoreo probabilmente creato da Andrea Cavalcanti, figlio adottivo di Filippo Brunelleschi. Nel 1890, tale opera assieme ad altre sculture e oggetti artistici di rilevante valore furono venduti dallo stesso Norfini, nonostante le diffide dell'allora Ministro della pubblica istruzione, Paolo Boselli.
Ad oggi le opere artistiche, presenti un tempo nel palazzo, risultano scomparse.